# 스탠윅스 요새 포위전
스탠윅스 요새 포위전(Siege of Fort Stanwix, 당시 스카일러 요새라고도 했다)은 미국 독립 전쟁 중 새러토가 방면 작전 초기, 1777년 8월 2일 - 22일까지 진행된 포위전이다. 모호크 강 유역에 있던 스탠윅스 요새는 당시 대륙군이 대항하는 영국군과 동맹 인디언에 대한 주요 방어 거점이었다. 요새는 피터 건즈부트 대령이 지휘하는 뉴욕과 매사추세츠에서 대륙군이 차지했다. 이를 포위한 군대는 영국군 정규병, 로열리스트, 헤센 하나우 용병과 인디언으로 구성되어 있었으며, 영국군의 배리 세인트 리저 준장과 이로쿼이 족 인디언 지도자 조셉 브랜트가 인디언을 지휘하고 있었다. 배리 세인트 리저 원정 부대는 허드슨강 유역의 지배를 목표로 한 존 버고인 장군의 새러토가 방면 작전 별동대였다.
8월 6일 포위전 초기, 니콜라스 허키머가 지휘하는 뉴욕 민병대가 오리스카니 전투에서 영국군 분견대에 기습을 당해 요새의 포위를 해제려던 시도가 무위로 돌아갔다. 이 전투에 요새 수비대는 상관없었지만, 많은 병력이 출동하고 무방비에 가까웠던 인디언과 로열리스트의 숙영지가 습격당했다. 이것으로 세인트 리저를 지원하던 동맹군 인디언의 사기가 급락했다. 대륙군 베네딕트 아놀드 장군이 지휘하는 원군이 다가 오면서 아놀드가 그 세력 이상의 부대를 가지고 포위하는 영국군에게 기만전술로 성공적인 전략을 사용함으로써 요새 공격은 실패했다. 이외에도, 인디언 전사들은 포위전에 흥미가 없었고, 그들의 재산이 분실되어 동요가 컸다. 인디언 지원을 상실한 세인트 리저는 포위를 풀고 철수를 할 수밖에 없었다.
세인트 리저가 목표로 한 올버니에 진군할 수 없게 됨으로써 버고인의 본대는 고립되었고, 이후 1777년 10월 새러토가 전투 이후 항복으로 이어졌다. 세인트 리저 부대는 9월 하순에 타이컨더로가 요새에 도착했지만 그때는 이미 버고인 본대를 구원하기에는 너무 늦은 때였다.

## 배경
스탠윅스 요새는 오나이다 운송지(Oneida Carrying Place)라는 전략적으로 중요한 육로 운송 지점에 있었다. 허드슨강과 이어지는 모호크 강과 온타리오 호수에 따른 오나이다 호수 사이, 현재는 뉴욕 로움에 위치해 있다. 영국군이 프렌치 인디언 전쟁 때인 1758년, 이 지역에서 유일하게 건조한 땅에 요새를 건설하였고, 그 후에는 방치되어 버려졌었다. 1776년, 미국 독립 전쟁이 뉴욕과 퀘벡 식민지 사이의 국경까지 확전되자, 이 위치는 다시 전략적으로 중요한 지점이 되었다.
영국 본국의 식민지 담당 장관 조지 저메인과 존 버고인 장군이 허드슨강 유역의 지배를 목표로 전략을 세웠고, 그 안에 국왕 조지 3세가 ‘모호크 강 별동대’라고 표현했던 원정도 포함되어 있었다. 1777년 3월, 저메인은 배리 세인트 리저 중령에게 그 원정대의 지휘를 맡기고 명령을 내렸다. 세인트 리저는 프렌치 인디언 전쟁에 종군한 경험 많은 군인이었다.